# Autochton (rodzaj)
Autochton – rodzaj motyli z rodziny powszelatkowatych (Hesperiidae), obejmujący m.in. gatunki:
- Autochton cellus
- Autochton cincta
- Autochton pseudocellus